# Túath
Un túath (pluriel túatha) était une unité politique et administrative irlandaise gaélique. Ce mot vient du vieil irlandais, et peut signifier pays, peuple, ou nation. Un túath était l'unité politique et juridictionnelle de base de l'Irlande gaélique. Le terme túath désigne à la fois un territoire géographique et les habitants de ce territoire.

## Exemples historiques
- Cairbre Drom Cliabh
- Tir Fhiacrach Muaidhe
- Tir Olliol
- Corann
- Dartraighe
- Osraige
- Dál Riata
- Clandonnell, Glenconkeyne, Killetra, Melanagh, Tarraghter, and Tomlagh, qui ont formé l'ancien territoire de Loughinsholin